# Kanikania improvisa
Kanikania improvisa är en kräftdjursart som först beskrevs av Charles Chilton 1909.  Kanikania improvisa ingår i släktet Kanikania och familjen tångloppor. Inga underarter finns listade i Catalogue of Life.